# Småspärrmossor
Småspärrmossor (Campylophyllum) är ett släkte av bladmossor som först beskrevs av Wilhelm Philipp Schimper, och fick sitt nu gällande namn av M.Fleisch.. Enligt Catalogue of Life ingår Småspärrmossor i familjen Amblystegiaceae, men enligt Dyntaxa är tillhörigheten istället familjen Hypnaceae.
Kladogram enligt Catalogue of Life och Dyntaxa:
| Småspärrmossor | \| \| kalkspärrmossa \| \| \| \| \| \| hakspärrmossa \| \| \| \| \| \| Campylophyllum quisqueyanum \| \| \| \| \| \| skogsspärrmossa \| \| \| \| |
|                | \| \| kalkspärrmossa \| \| \| \| \| \| hakspärrmossa \| \| \| \| \| \| Campylophyllum quisqueyanum \| \| \| \| \| \| skogsspärrmossa \| \| \| \| |
|                | kalkspärrmossa |
|                | |
|                | hakspärrmossa |
|                | |
|                | Campylophyllum quisqueyanum |
|                | |
|                | skogsspärrmossa |
|                | |